# 核武器设计方案

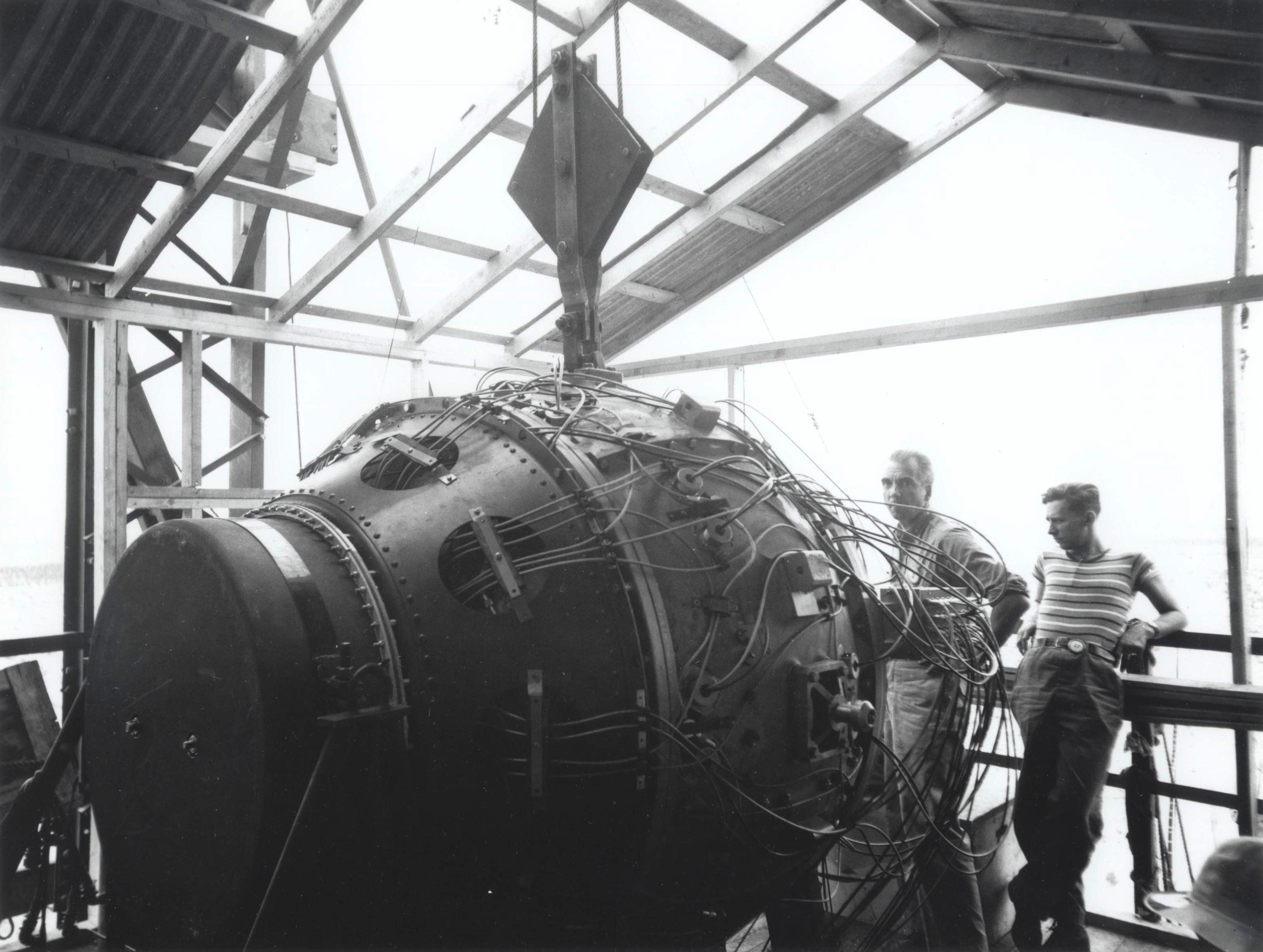
图為人類史上的第一个核武器，尽管它非常巨大笨重，效率也不高，但它奠定了所有以后的核武器的基本结构。攝圖當下正在准备进行第一次核试验，代号為「三位木头人一位是神」

核武器设计方案是指如何设计核武器，使之能够起爆引起核爆炸。设计核武器需要考虑物理上、化学上以及工程上的各种因素。核武器基本上可以分为三种类型，而这三种类型核武器爆炸时的主要能量来源在一般情况下都是核裂变，而不是核聚变。
- 纯裂变武器：这是第一代的核武器的设计，也是唯一一种曾经在战争中使用的类型。这种核武器中使用的核装药为铀-235（U-235）、钚-239（Pu-239），在爆炸时将核装药挤压在一起，使其达到产生链式反应的临界质量。根据挤压核装药的方式，这种设计方案又可以分为两种：
  - 枪式: 在这种方案中，一部分裂变物质在常规炸药的作用下射向另一部分裂变物质，就像子弹打靶一样，从而使裂变物质达到临界质量。
  - 内爆式: 在这种方案中，常规高爆炸药包裹着裂变物质（可能是U-235，Pu-239，或二者混合物）。当炸药爆炸时，向内挤压裂变物质，从而使裂变物质达到临界质量。

内爆式的核弹可以使用铀或者钚作为核装药，而枪式核弹只使用铀。这是由于钚-240会污染核装药，并造成提前起爆，使得其余大量尚未进行裂变的材料被炸开，从而降低了核弹的效率。
- 聚变增强裂变弹 是内爆式核弹的一种改进。由于核裂变物质会被炸开从而停止链式反应，很多裂变物质都被浪费了。这种核弹在爆炸前需要向核装药的中心注入氘和氚，在核爆炸时，裂变核装药中心的高温高压环境可以使氘氚的混合气体发生聚变反应，产生了氦和中子。虽然核聚变所产生的能量与裂变产生的能量相比基本上可以忽略，但是它产生的每一个中子都将触发新的核裂变的链式反应，从而加速核裂变，也极大的减少了可能被浪费的裂变物质。增强核弹释放的能量可能是原来的两倍甚至更多。
- 二阶段热核武器 实际上是一种裂变增强聚变弹（注意不要与前項所述混淆）。这种核武器由两种核弹组成。爆炸时，次级核弹将被初级核弹在爆炸时产生的X射线的能量引爆。这种辐射内爆要比前面提到的使用高爆炸药引爆第一阶段的方式效率更高。因此，次级核弹释放的能量要比初级核弹大很多倍。次级核弹可以设计为最大化聚变能量的释放，但是实际上在大多数设计中，核聚变仅仅是用来驱动或者提高裂变的效率。我们可以加入更多的阶段，使得到的炸弹能量达到数百万吨当量甚至更高，但是威力过于巨大反而丧失了实际用途[1] （美国于1961年装备了三阶段的2500万吨当量的核弹即B41型核弹，而苏联设计并测试了一个三阶段的5000万吨级核弹）。

大多数核武器技术都是由美国发展完成，尽管其中的一些技术后来由其他核大国独立完成。以下的描述都是美国设计的特征。
早期的媒体一般都将纯裂变核弹称为原子弹，由于核爆炸的能量实际上来自于原子核而非原子，原子弹这个名字并不恰当。而带有聚变的核弹一般都称为氢弹，但是由于所谓氢弹核爆炸能量的主要来源仍然是核裂变，这个名字依然不够恰当。业内人士一般将这两种类型的核武器称为核弹和热核武器。热核武器的名字来源于核聚变一般都需要高温，但是它没有指出核聚变的另一个条件——高压，而这个条件是研制热核武器时的一个秘密。由于需要保密，很多核武器的术语都不甚精确。

## 核反应
核裂变将重原子核分裂为轻一些的原子核，而核聚变则是将轻的原子核聚在一起形成更重的原子核。这两种反应都可能释放出超出化学反应数百万倍的能量。根据一份法国专利提供的数据，核武器的威力比非核武器强大数百万倍。
从某种意义上说，裂变和聚变是相反的又互补的两种反应。为了理解核武器是如何设计的，我们首先要明白裂变和聚变的相似之处和不同之处。下面的解释使用了近似的数字

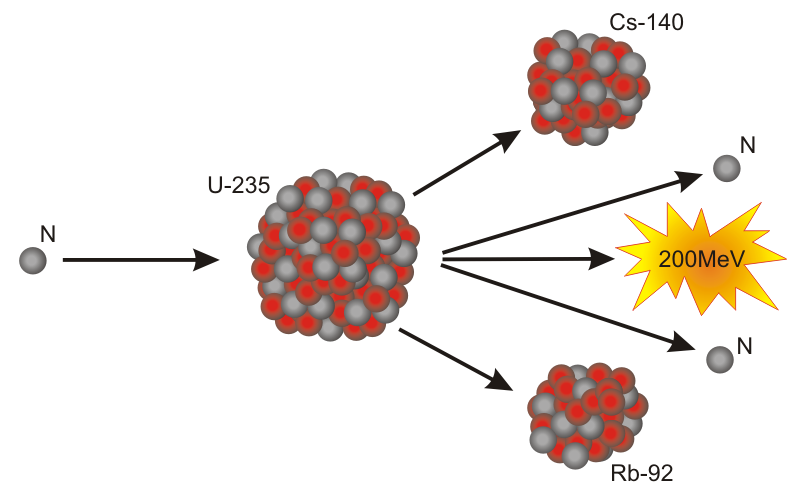
铀-235的分裂方式可能有几十种，這是其中一種。圖中表示鈾-235原子核（U-235）分裂為銣-92原子核（Rb-92），銫-140原子核(Cs-140), 和兩個中子（N），同時釋放出200MeV能量。

铀-235的分裂方式可能有几十种，但是不论是哪种分裂方式，分裂产物的原子量加起来都是236，即铀原子核和自由中子的重子数之和（重子数守恒），例如，如下的核反应方程表示铀-235的原子核分裂为锶-95原子核，氙-139原子核 (139Xe), 和两个中子，同时释放出能量 :
{\displaystyle \ {}^{235}\mathrm {U} +n={}^{95}\mathrm {Sr} +{}^{139}\mathrm {Xe} +2n+180\ \mathrm {MeV} }
反应中释放了180百万电子伏特的能量，也就是 74 TJ/kg，其中90%的能量为分裂后的原子核的动能。由于生成的两个原子核带有正电荷，两个原子核将被强力推开，初始的动能可以达到67TJ/kg，也就是12000千米每秒。由于裂变碎块带有正电荷，他们会与周围的原子核产生了大量的非弹性碰撞，于是这些碎块仍然留在了核装药中，直到他们的能量转化为了X射线热量。在核爆中，这个过程大约仅仅持续1微秒。而X射线的能量将转化为冲击波和高温，形成核武器通常的主要危害。
在裂变反应慢下来以后，裂变材料的放射性仍然存在。由于新生成的元素中含有大量的中子，他们将通过β衰变转换成为新的原子核。在这个过程中，中子通过释放一个电子和γ射线转化为质子。每一个裂变产物的原子核都会衰变1到六次，平均为3次，可以产生大量不同元素的同位素，有些稳定，有些有放射性，有些半衰期甚至长达20万年。在反应堆中，这些放射性产物为用过的核燃料中的核废料。而在核武器中，这些放射性产物将产生放射性尘埃。
同时，在爆炸时的核弹内部，裂变所释放出来的中子会撞击临近的铀原子核并使它们也发生裂变。这样发生裂变的原子数量以指数的速度上升（这也就是所谓的链式反应）。在短短的一微秒内，发生裂变的原子数就可以翻上一百倍，也就是将会有数吨的铀原子发生裂变。但是实际上，核弹中的装药不会有这么多，而且在核装药被炸开之前，通常只有数千克的铀发生了裂变反应。核武器设计中的一个关键难题就是如何保证核装药能够保持尽可能长的时间不被炸散。核裂变所释放出来的热量会使铀发生膨胀，使得铀原子的距离变远。这样裂变所释放出来的中子在触发新的裂变之前就飞出核装药的可能性就会大大增加，甚至会导致链式反应停止。
能够通过链式反应来维持裂变的物质被称为裂变物。核武器中通常使用的两种裂变物为
- 铀-235：通常被称为高浓缩铀、橡树岭合金，或者25（原子序数92的最后一位和原子量235的最后一位）
- 钚-239：通常被称为钚，或者49（原子序数94的最后一位和原子量239的最后一位）

铀元素最常见的同位素铀-238也被称为非浓缩铀、贫铀以及28（原子序数92的最后一位和原子量238的最后一位）。它也可以发生裂变，但是不能直接作为核弹的裂变物。由于铀-238在裂变反应中所释放出来的中子的能量不够，不足以触发新的裂变，因而无法维持链式反应。然而它的裂变仍然可以释放巨大的能量。通常可以使用聚变源所释放的中子使其发生裂变。铀-238在裂变中释放的能量是二阶段热核武器释放的能量的主要来源。

### 核聚变
由于聚变所释放出来的能量不足以维持高温高压的聚变环境，它一般无法形成链式反应。它产生的中子通常会带走绝大部分的能量。在核武器中，通常使用的聚变反应被称为D-T反应。在高温高压的环境下，氢的两种同位素氘（D）和氚（T）会形成一个氦核与一个中子，同时释放出能量：
{\displaystyle \ ^{2}\mathrm {D} +^{3}\!\mathrm {T} =^{4}\!\!\mathrm {He} +n+17.6\ \mathrm {MeV} }
注意，反应中释放出的总能量为17.6百万电子伏特，仅仅是裂变反应的十分之一。但是由于反应物的质量仅仅是裂变反应的约五十分之一，单位质量的聚变物质释放出来的能量更为巨大。然而由于主要的能量都被中子所带走，而中子又不带有电荷、质量又与氘氚原子核差距不大，它所带有的能量不会被用来维持聚变反应，也不会产生能够引起冲击波和火焰的X射线。为了利用聚变所释放的能量，在实践中需要将中子源用重金属包围起来，比如铅、铀、钚等等。如果14百万电子伏特的中子被铀原子核（238或235）捕获，将会引发铀原子核的裂变反应，同时释放出180百万电子伏特的能量，能量增加了十几倍。
因此，通常裂变被用来引发聚变，帮助维持聚变，并增大聚变产生的中子携带的能量。注意在中子弹中，我们不需要使用裂变来增加释放能量，这是因为中子弹释放的中子就是我们需要的目标。

### 生产氚的核反应
第三个需要介绍的核反应可以用来制造氚，因此同样非常重要。氚是使用了聚变的核武器的核心，并且也是核武器中最贵重的部分。氚，也被称为氢-3，包含一个质子和两个中子。自然界中的氚一般是宇宙射线中的高能中子击中了氘原子核，氘核于中子结合生成氚核。而在人工制造的过程中，一般通过用一个中子轰击锂-6原子核，从而产生一个氦-4原子核與一个氚原子核，同时释放出能量，
{\displaystyle \ ^{6}\mathrm {Li} +n=^{4}\!\!\mathrm {He} +^{3}\!\mathrm {T} +5\ \mathrm {MeV} }
中子由一个核反应堆提供。工业化的将锂-6转为氚的过程于将铀-238转化为钚-239的过程非常相似。在这两个转化过程中，反应物质都放置在一个核反应堆，经过一段时间取出进行处理。在20世纪50年代，核反应堆的容量有限，生产氚和生产钚互为竞争关系。核武器中使用的每一个氚原子都是本应用来生产钚原子的。一个钚原子裂变释放出的能量是一个氚原子聚变所释放出的能量的十倍，因此仅当氚可以补偿生产氚时所浪费的能量的时候，亦即可以触发更多的裂变时，才会在核武器中使用氚，也就是在聚变增强弹中。
然而，一个爆炸的核弹就是一个核反应堆。上面所说的过程可以在二阶段热核武器的第二阶段中同时发生，于是也就在设备爆炸的同时提供了聚变所需要的氚。

在所有这三种类型的核武器中，纯裂变核弹仅使用了第一个核反应，第二个，聚变增强弹使用了前两个，而第三个，二阶段热核武器使用了所有的三个核反应。

## 纯裂变核武器
即俗稱的原子彈。
核武器设计的第一个任务是快速的将裂变物铀或者钚快速的组合在一起并超过链式反应的临界质量。当达到这个临界质量的时候，裂变物质裂变产生的中子将会有很大的概率被其它的裂变物质原子核所捕获，这样就可以维持链式反应的进行了。换句话说，每一个裂变的原子核都可以引发多于一个的裂变事件。
在裂变物质达到临界质量以后，为了尽可能多的引发链式反应，需要使用中子源将大量地的中子迅速的提供给裂变物质。早期的核武器将一种称为顽童的装置放置在核装药的内部，这个装置包括钋-210和铍，这两部分被一个薄片分开。核装药内爆时，将会压碎顽童，使两部分金属混合在一起，这样钋衰变产生的α粒子会与铍相互反应，从而产生自由中子。在现代的核武器中，中子源是一个包含有一个加速器的高电压真空管，加速器用氘氚原子核轰击氘氚的金属化合物，产生的小规模聚变会释放出能够射入核装药的自由中子。这个方式可以更好地控制链式反应的起始时间。
假设裂变材料被制成一个没有任何封装、没有被压缩的金属球，那么，对于铀-235，它的临界质量是50千克，而钚-239的临界质量是16千克。在实际的应用中，临界质量与核装药的形状、纯度、密度、与中子反射材料的距离都有密切的关系，因为这些因素都会影响中子的逃逸和捕捉的概率。对于实际当中的核武器制造来说，核装药的密度总是被事先加以提高，以有助于核武器的小型化。
为了避免链式反应在制造的时候发生，核武器的裂变物质必须保证在爆炸前处于临界质量以下。它可能包含有一个或者更多的部分，每一部分都包含有一块不超过临界质量的裂变物质。如果外壳是一个细长的中空形状，那么里面可以放置的裂变物质可以超过球形的临界质量，这是因为柱形的裂变材料可以制成任意长而不会到达临界质量。通常裂变物质用一层高密度金属物质包裹起来。这些重金属的惯性会延缓反应金属的爆炸，从而提高核武器的效率。而这一层也经常被同时用作填塞物和中子反射层。

### 枪式
在广岛爆炸的核弹小男孩使用了64千克的铀，其中80%（大约51千克）为铀-235，已经达到未封装情况下的临界质量。如果考虑到外面还要封装一层中子反射器，64千克已经超出了临界质量的两倍。在爆炸前，铀-235被分成了两块低于临界质量的部分，其中的一块会被以类似枪械弹丸发射的方式击中另一块，从而引发爆炸。大约只有1.5%的铀发生了裂变，而余下的部分散布在了地面上，没有任何用处。而这些铀-235消耗了橡树岭的巨型工厂在整个战争期间大部分产量。
这种低效率是由于没有被压缩的铀在裂变时迅速的膨胀，随后由于密度变得低于了临界质量。由于这个设计需要使用细长的枪管，这种设计被装在了小直径的矩形弹壳中。这种核弹在美国一直部署到了1992年，消耗了美国兵工厂中大部分的U-235。由于枪式核弹的低生产量和其危险性，同时为了满足限制核武器数量的条约，这些核弹被首先拆除。

### 内爆式

在长崎爆炸的核弹胖子，使用了6.2千克钚-239，体积大约350毫升。这仅仅是未封装球形情况下的临界质量的39%。由于核装药由铀-238包裹并充当中子反射层，核装药接近了临界质量。核装药的周围均匀的放置了常规炸药，而这些炸药将在爆炸时同时起爆，引起内爆。内爆使得钚被强烈压缩密度增加，达到了临界质量并开始連鎖反应。内爆由多个起爆电桥线形雷管触发。根据估计，大约只有20%的钚发生了裂变，而剩下的近5千克钚散落到地面上。
内爆时产生的冲击波仅持续很短的时间，只有一部分的核装药在冲击波经过的一瞬间被压缩。为了增强内爆效果，可以将低密度金属（如铝、铍或者是两种金属的合金，选用铝是因为它很容易安全的变形，而选用铍是因为它的中子反射性）制成中间层，放置在爆炸物和反射层之间。这样，一部分的冲击波会被反射回去，而冲击波的作用时间就加长了。胖子核弹使用了铝制成的中间层。
胖子核弹的高效率是因为大量的U-238填充物。尽管U-238不发生裂变，在内爆发生后，这层填充物会带有向内的动量。虽然钚的链式反应会使钚膨胀并最终停止反应，膨胀首先需要克服内爆产生的动量。虽然仅仅将核装药多保持在一起仅仅几百纳秒，核弹的效率却因此而增加。

#### 钚核装药
内爆核武器的核心是裂变物质与周围包裹的中子反射层，这被称为核装药。在一些20世纪50年代的核测试中，核装药分别测试了仅仅使用铀-235、使用铀钚合金等等情况。 但是纯钚的核装药是体积最小的，因此从60年代早期开始，使用纯钚作为裂变武器的主要核装药成为了制造核弹的标准。但是，也有某些使用高浓缩铀（HEU）的部件仍在一些裂变装置中被使用，以从不同的方面来提高核武器的性能或降低成本。
由于钚有毒，而且还有许多同素异形体（参见钚的同素异形体，铸造、加工钚成为一项艰巨的任务。当钚冷却时，相变会使钚变形甚至裂开。这种变形可以通过添加3-3.5%摩尔分数（0.9-1%质量分数）的镓以形成钚镓合金来解决，使得δ相可以占据一个很宽的温度范围。当钚镓合金从熔化状态冷却时，相变将会从ε相转变为δ相，而不会经过四个相变。理论上也可以使用其他的三价金属，但是由于镓的中子吸收截面很小，同时也能保护钚不受腐蚀，通常都使用钚镓合金。但是钚镓合金的缺点是镓自己会被腐蚀，因此如果如果想将从拆除的核武器中提取的钚转化为二氧化钚用于发电核反应堆时，很难从中去除镓。
由于钚的化学性质活泼，通常会将制成的核装药镀上一层薄薄的惰性金属。这层镀膜还可避免钚的毒性危害。第一枚核弹使用了银镀膜，随后，使用蒸汽镍镀膜，但是现在，通常使用金。钚部件的机械加工过程总是需要在惰性气体的保护下进行。

#### 悬浮核装药
对胖子核弹的第一个改进是在填充物与核装药之间留下一层空间，这样可以产生一种类似于锤子敲钉子的效果。核装药被放在填充物的空洞中，由一个锥体支撑，被称为是悬浮的。1948年，三次沙石行动的实验使用了悬浮核装药的胖子核弹设计，最大的一枚达到了4.9万吨当量，比未悬浮的胖子核弹两倍还多。
随后。内爆法被确认为是裂变核武器的最佳设计。它唯一的缺点是直径太大了。胖子核弹的直径是1.5米，而小男孩只有60公分。11年后，在成功的改进了内爆法设计之后，原子弹长仅需60厘米、直径仅需30厘米。
胖子核弹中的钚-239核装药的直径仅有9厘米，一个垒球大小。胖子的巨大体积主要是由于它采用了内爆机制，有一层层同心的球面，包括铀-238、铝、以及高爆炸药。降低半径的关键是采用两点式内爆设计。

#### 两点线性内爆
一个非常低效的设计是用最小的压缩简单的将一个卵形压缩成球形，在使用线性内爆的核弹中，核装药被装入一个两端装有高爆炸药的圆柱形容器。核装药为未填塞的实心的钚-239，并将其拉伸，其质量需要超过球形时的临界质量。爆炸将核装药的两端向内推，使其变成球形，从而使得核装药达到临界质量。冲击波可能还会使钚从δ相变成α相，即使没有内爆带来的向内的动量，钚的密度就可以增加23%。虽然内爆压力不足使得这种设计方案效率较低，但是它结构简单，半径也非常小，从而可以将它装在炮弹中或者手提箱核弹中。
不论是枪式的U-235核弹还是线性内爆的钚-239核弹的当量都很低，而且需要很多裂变物质使得核装药的直径达到15到25厘米。

#### 两点中空核装药内爆
更有效的两点式内爆系统使用了两块高爆炸药和一个中空的核装药。
1945年设计胖子核弹时，其实已经考虑了中空核装药的设计，但是那时没有足够的时间来生产这种内爆系统并进行测试。由于紧迫的时间限制，人们认为简单的实心核装药设计将更为可靠，但是该设计需要大量U-238作为填充物，一个非常厚的铝壳来延长内爆冲击波的作用时间，此外还需要三吨重的高爆炸药。战后，人们又重新开始考虑中空的核装药设计。显然，中空的钚可以在内爆发生时发生变形，向内部空洞挤压，和实心核装药设计相比可以带来更大的向内的动量。中空核装药自身就可以完成部分填充物的作用，这样就不需要那么多的U-238填充物、不需要铝壳缓冲，也减少了对高爆炸药的需求量。
胖子核弹包含有两层同心的球形高爆炸药，每层都有25厘米厚。内爆由内层的炸药驱动，而外层的炸药包含有32个爆炸透镜，这些透镜排成足球形，每一个都可以将他们的爆炸物的冲击波转换为凹形的波，以和内层炸药的轮廓匹配。如果这32个爆炸系统可以用两个替代，那么高爆炸药球可以变成一个椭球形，而半径也将大大缩小。
胖子核弹上使用的标准的爆炸透镜使用了快速和慢速的炸药，如果要能够产生凹形冲击波以包住整个半球，这个透镜要么非常长，要么需要将一部分炸药产生的冲击波的速度降到很低。如果使用一个金属盘，让它在爆炸后变形，并由冲击波推动它穿过一段空间，他的速度可以被设计得足够慢。使用了这个技术以后，一个两点式的的内爆系统可以不超过其直径的两倍，如同瑞典示意图所示。

## 聚变增强裂变核武器
核武器小型化的下一步是加速核装药的裂变以减少最小的惯性约束时间。中空核装药的设计为我们提供了一个引入聚变源来增强裂变的绝佳位置。我们可以在核武器装弹的时候将等量的氘和氚注入核装药的中空处，在裂变开始后，氘和氚就会聚变成氦，并放出自由中子，由于此时的核装药仍然处在临界质量的状态或者接近临界质量的状态，聚变产生的自由中子将会引发非常多的新的链式反应。因此，如果使用了中空核装药的设计，那么没有道理不使用聚变增强裂变的设计。
聚变增强裂变的概念在1951年5月25日进行了测试。这次核试验名为“温室项目”，是“温室行动”系列核试验的一环。测试地点在马绍尔群岛的埃内韦塔克环礁，爆炸当量为45.5千吨。
由于聚变加快了裂变的速度，这个设计可以有效地减小核弹的直径，原因如下：
- 由于压缩的核装药不需要被保持那么长时间，大量的铀-238填充物可以使用重量较轻的铍壳来代替。铍可以将逃逸的中子反射回核装药，而直径可以因此而减小。
- 在不降低核弹威力的情况下，由于核弹的效率提高，核装药的质量可以减轻一半，这也使直径减小。
- 由于内爆中被压缩的金属减少了，高爆炸药的需求量也减少了，因此可以进一步的减小直径。

如果降低聚变的强度，就会造成爆炸当量的降低。因此，聚变增强核弹是可变当量的核武器。只要在装载核弹的时候少放一些氚，就可以在爆炸前降低核弹的当量。
第一个满足所有前面介绍的这些特征（两点式内爆、中空核装药和聚变增强内爆）的核弹代号为天鹅，于1956年6月22日进行了测试。这次核试验是红翼鸫行动的一环，代号为inca，试验地点仍在埃内韦塔克环礁。这枚核弹的当量为一万五千吨，大约和小男孩核弹一样。它的重量是47.6千克，柱形，长58厘米，直径29.5厘米。上面的示意图展示了它的基本结构。
11天后，1956年7月3日，天鹅又一次在埃内韦塔克环礁试爆，这次的代号为Mohawk。这一次，它被用来测试一个二阶段热核武器的第一阶段。在20世纪50年代，它为了这个目的进行了十余次测试。天鹅是第一个以后各种设计的原型，是第一个走向实用的热核武器。
天鹅成功以后305毫米成为了了20世纪五十年代用于测试第一阶段聚变增强的热核武器的标准直径。核弹的长度一般都是直径的两倍。但是有一个例外，弹体近似球形，而长度仅381毫米，后来它成为了W54核弹头。在W54最终部署前，它在1957年-1962年进行了20多次核试验，失败次数比其他设计都多。由于更长的核弹一般在第一次测试就会成功，达到需要的长宽比需要展平两片高爆透镜，这里有一定的难度。
除了使核弹更小、更轻，需要的裂变物质也更少以外，聚变增强可以使得核弹更能抵抗辐射的干扰。在20世纪50年代中期，人们发现钚核装药对其他的放射性辐射非常敏感。如果将它暴露在附近的核辐射中，钚核装药可能会发生部分的爆炸。由于第一次核打击造成的放射性就会使的装备的核武器失效，这在早期预警系统建立起来以前是一个很严重的问题。由于使用聚变增强减少了核弹中钚的用量，这样就可以减少了出现问题的概率。

## 二阶段热核武器
纯粹的裂变或者聚变增强裂变核弹可以达到几百千吨的当量，需要消耗大量的裂变物质和氚。但是目前，最有效的增加核武器当量的办法是使用第二个独立的阶段，称为次级。
在二十世纪四十年代，洛斯阿拉莫斯的核弹设计者们认为第二阶段应该是一罐液态的氘，或者是氘的氢化物。聚变反应应该是D-D反应，虽然这个反应比D-T反应更难，但是更为可行。放置在一端的裂变核弹用冲击波压缩氘，同时加热离裂变核弹较近的一端，而聚变会通过管子传递到远端。但是数学仿真证明这个方案不可行，即使加入大量昂贵的氚也不行。
整个聚变燃料罐需要用裂变能量包裹起来，同时压缩和加热，就像聚变增强裂变弹中的增强阶段一样。1951年1月，设计方案有了突破性进展，爱德华·泰勒和斯特尼斯瓦夫·乌拉姆发明了辐射内爆，在近30年的时间里，这个发明都是氢弹的机密。
辐射内爆的概念于1951年5月9日进行了试验。这个核试验是温室行动的一部分，代号为乔治，试验地点是埃內韋塔克環礁，当量为225千吨。第一次完整的核试验在1952年11月1日举行，试验是常春藤行動的一部分，代号为麥克，试验地点也是在埃內韋塔克環礁，当量为10.4百萬吨。
在辐射内爆中，初级的裂变核弹产生的突发的X-射线能量被捕捉并保存在一个对辐射不透明的通道中，这个通道周围都是次级核弹的燃料。辐射很快使通道中填充的泡沫塑料变成等离子态，而它对X-射线是透明的，于是X-射线辐射的能量就被包裹着第二极核弹的推动反射层的最外层吸收了。这一层被迅速的烧蚀掉了，并对聚变燃料施加了巨大的力（就像火箭发动机一样） 。于是，聚变的燃料就像初级的核弹一样被内爆了。在次级内爆的同时，一个插在次级核弹中央的裂变“火花塞”被点燃，同样为聚变燃料的点火提供了热量。裂变和聚变的链式反应在二者之间不停的交换中子，同时提升了两者的效率。内爆的力量越大，裂变“火花塞”的效率将由于聚变产生的中子变得越高，而次级聚变自身的爆炸可以提供越大的爆炸当量。但是在通常的设计中，不会让次级的当量比初级大很多。

A 点火前的核弹头。初级在顶部，次级在底部。两部分都是聚变增强裂变核弹。
B 高爆炸药将初级核弹点火，将钚核装药压缩至超过临界状态，开始裂变反应。
C 初级裂变放出X射线，沿着聚苯乙烯泡沫塑料的通道传递。
D 次级核弹被X射线引起的烧蚀所压缩，而插在次级中的钚火花塞也开始裂变，提供热量。
E 氘化锂-6在被压缩和加热后，开始聚变反应，中子流使得反射层也开始裂变，同时一个火球也开始形成……

例如，在1956年7月3日进行的红翼鸫行动的Mohawk核试验中，名为笛子的次级与作为初级的天鹅连在一起。笛子长59厘米，直径为38厘米，和天鹅的大小差不多，但是它的重量是初级的十倍，产生的能量是初级的24倍。同样重要的是，次级笛子中活性成分的价值并不比初级天鹅贵。大多数的裂变材料来自价格便宜的铀-238，而氚是在爆炸的时候现场制造的。只有次级级轴线上的火花塞需要是裂变物质。次级核弹如果是球形，内爆的密度将比柱形次级更大。这是因为球形使得内爆可以从各个方向向同一个点压缩。然而，在当量超过一百万吨的核弹中，次级如果是球形，直径将会太大而使得用处受限。而在这些场合必须使用柱形。在1970年以后，多弹头洲际导弹较小的、锥形的再入舱开始使用球形次级的战斗部，当量大概是几百千吨。
和聚变增强一样，二阶段核弹的优势非常明显。因此一旦一个国家掌握了这种技术，那么没有理由不装备它。
在工程上来说，辐射内爆需要考虑几种核武器材料的已知特性，虽然这些性质还从来没有过实际应用。例如
- 储存氘的最佳方式是和锂用化学的方式绑定在一起，也就是氘化锂。而锂-6同位素也是氚生产的原材料。在核弹爆炸时，整个核弹可以看作是一个核反应堆，辐射内爆需要使所有的材料保持在一起足够长的时间，以将锂-6完全转化为氚。因此，这种储存氘的方式允许使用D-T核聚变反应，而不需要实现将氚储存在次级核弹中。氚生产的限制就这样消失了。
- 尽管次级核弹被周围炽热的等离子体所包围并内爆，它必须在最初的1微秒内保持冷却，也就是说，需要将次级核弹封在大量辐射隔层中。这个隔层的巨大质量使它可以作为一个填充物，增加内爆的动量和作用时间。完成这项任务的最佳材料就是价格便宜的铀-238，因为它也可以在D-T核聚变反应释放的中子的作用下发生核裂变释放出能量。这个封装也被称为推送层，有三个功能：保证次级核弹冷却，靠惯性维持核弹在高压缩状态，最后，作为整个炸弹的主要能量来源。这个推送层使得这种核弹更像是一个铀裂变弹而不是一个氢聚变弹。值得注意的是，业内人士不使用「氢弹」这个名词[15]。
- 最后，聚变点火所需要的热量并不是来自初级核弹，而是来自插入次级核弹中心的火花塞。次级核弹的内爆使得火花塞爆炸，然后点燃了周围的聚变材料。但是随后，火花塞继续在中子密集的环境中进行裂变，提供了核弹很大一部分当量，直到消耗光为止。火花塞爆炸的另一个作用是提供大量的中子以提高次级装药中的锂转变成氚的效率。

1950年，美国总统杜鲁门针对苏联1949年的首次核试验提出要制造一枚千万吨当量的超级炸弹，这成为了二阶段核弹的最初推动力。但是二阶段热核武器的发明不仅仅可以用于制造巨型炸弹，也提供了最便宜的、最紧凑的核武器小型化方案。这使得所谓的氢弹和原子弹之间的区别消失了，也融合了聚变增强裂变和裂变增强聚变的技术。裂变和聚变爆炸的最佳方案是可以结合在一起的，使之成为一个可缩放的设计原则。即使是152毫米直径的核炮弹也可以是一个二阶段热核武器。
在随后的50年里，没有人能提出制造核弹的更好办法。五个拥有热核武器的国家即美国、俄罗斯、英国、中国和法国都采用了二阶段核弹的设计。其他拥有核武器的国家以色列、印度、巴基斯坦、和北朝鲜，可能拥有一阶段核武器，很可能是聚变增强核弹。

### 级间结构
在一个二阶段热核武器中，初级核弹的能量会影响次级核弹，这种在初级和次级之间的基本的能量传输调节结构被称为级间结构。这个结构可以保护因次级聚变燃料加热过快而导致其在裂变和聚变开始前就因为热膨胀而爆炸。
在公开文献中，很少有关于级间结构的信息。在一份美国政府向公众开放的关于可靠性替换核弹头计划的文档中，这个名词首先以一个图片的标题出现。在文档中指出，新的核弹设计如果成功，将会代替级间结构中有毒的、易碎的材料以及昂贵的专门材料。文档中的这个表述意味着在以往的级间结构可能使用了铍来调节初级核弹中的中子流量，也可能使用了一些能够吸收并重新辐射X射线的材料。关于级间结构使用的材料也有一些推测，据称这种代号可能为“FOGBANK”的材料可能是一种气溶胶，很可能掺入了铍或其他物质。

级间结构和次级核弹被一起封装在不锈钢薄膜中，以形成罐装子装配模块，对于这个模块从来没有任何公开的描绘。
 
对于级间调节最详细的描述是一枚英国的热核武器示意图，在初级和次级核弹之间仍有许多物体。他们被标记为“中子聚焦透镜和顶盖”、“反射器/中子枪架”、和“反射器包装”。最初的这张图由绿色和平组织放在互联网上，正确性无法保证，也没有相应的说明。

## 特定设计
尽管每种核武器都可以归为以上三种类型之一，在新闻中和公众讨论中也经常会提到下面的一些特别的设计，但是这些设计的名字不一定能正确地描述它们的工作原理和用途。例如：

### 氢弹
现代核武器都需要在某种程度上使用了D-T聚变反应。即使是纯裂变核弹，其中的中子源仍然是一个包含有微量氚和氘的高电压真空管。然而，在大众观念中，氢弹是一种数百万吨当量的核弹，要比在广岛投下的小男孩核弹威力大上千倍。实际上，这样高当量的核弹是一种二阶段热核武器，需要通过使用铀裂变来达到所需要的当量，而其能量的主要来源是裂变。
氢弹的设想最早于1949年为公众所注意，此时，一些卓越的科学家们公开的表示反对制造比纯裂变核弹威力更大的核武器。他们的反对意见出于道德和实践的考虑。而另一些科学家认为，裂变核弹的体积受到临界质量的限制，无法做得更小，而聚变则没有任何临界质量的限制。1949年，苏联进行了第一次核试验，爆炸了第一颗原子弹，随后，总统杜鲁门要求洛斯阿拉莫斯的科学家制造一枚威力更大的核弹，从而结束了对是否制造氢弹的争论。1952年，在常春藤行动中，代号为Mike的核试验爆炸了一颗1020万吨当量的氢弹，这被认为是第一次氢弹的测试，也加强了公众认为氢弹比原子弹（纯裂变核弹）威力强上千倍的想法。
1954年，奥本海默 被认为是氢弹的反对者。公众不知道其实有两种类型的所谓氢弹（其实没有任何一种可以用氢弹来准确的描述）。5月23日，当他的安全许可被撤销时，在四个公众调查中有三个结果都认为他“领导了氢弹计划”。实际上在1949年，奥本海默领导了单阶段的聚变增强裂变弹的设计，以在钚和氚的生产中取得平衡，同时最大化核弹的威力。而他在1951年以前一直反对二阶段热核武器的想法，直到辐射内爆使得这个想法变得可行。他的职位的复杂性使得这些内幕一直到1976年才为公众所知，此时他已经去世9年。
二十世纪六十年代，在洲际导弹替换了战略轰炸机以后，大多数的百万吨级核弹都被导弹核弹头所代替。这些核弹头依然是二阶段核弹设计，当量降至最多一百万吨。

### 闹钟
对于裂变和聚变的共生关系的探索始于二十世纪四十年代的一个核武器设计。在这个设计中，裂变燃料和聚变燃料分成薄层交替的混合起来。作为一个单阶段核武器，它应该是一个聚变增强裂变的一个不甚合理的设计。在开发二阶段热核武器的次级核弹时，这个设计方案才变得可行。
而这个设计在美国被命名为闹钟，其实这仅仅是一个没有任何意义的代号。苏联的名字略有描述性，Sloika，是一种层状的蛋糕，在相关苏联核武器发展史的中文文献中通常被翻译成“千层饼”。1953年8月12日，苏联测试了一颗单阶段的苏联Sloika核弹。而在美国，这个设计的单阶段核弹从未测试过，但是在城堡行动的核武器测试中，于1954年4月26日代号为Union的核实验爆炸了一颗二阶段热核武器，武器代号为闹钟。试验在比基尼环礁举行，当量为6.9百万吨。
由于苏联的Sloika试验中最早使用了氘化锂-6，而美国在8个月后的1954年3月1日的Bravo核试验才第一次测试这种材料，有人声称苏联最先制造了氢弹（1952年，美国的Mike核试验使用了液态的氘作为次级核弹的聚变燃料，同时采用了D-D聚变反应）。然而，第一次苏联使用辐射内爆来爆炸次级核弹已经是1955年11月23日的事了，比Mike核试验晚了3年，而辐射内爆才是所谓的氢弹的本质特征。

### 干净炸弹

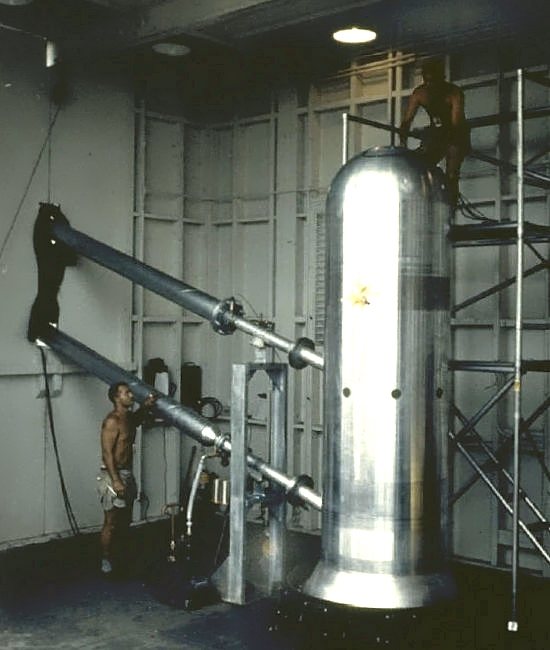
低音管核彈，該設計可以用於製造一枚當量為三百五十萬噸的乾淨核彈，也可以用於製造一枚當量為兩千五百萬噸的放射性核彈。此照片所示為在1956年測試前的放射性核彈。

在1954年3月1日，美国进行了当时最大的核爆测试。这次测试属于城堡行动，代号为Bravo。当时，在比基尼环礁引爆了一颗当量为一千五百万吨的核弹。核弹引起的放射性尘埃可以迅速致死，这些尘埃散布在6000平方英里的太平洋海面上。 马绍尔群岛的居民和日本渔民因辐射而受伤甚至死亡（参见第五福龙丸事件）使得氢弹中使用了裂变材料这个秘密为公众所知。
为了应对公众对放射性尘降的恐慌，美国政府决定设计一种干净的核弹。这种核弹的威力仍然十分巨大，能够达到数百万吨当量，而释放的能量几乎仅仅依靠聚变。由于以前的大当量热核武器使用了裂变材料制成反射层，其裂变作为主要的能量来源，这种干净的核弹为了达到同样的当量就需要非常巨大的体积。在这种情况下，以次级核弹做为初级的第三个阶段被加入到核弹中。这枚核弹被命名为低音管。在红翼鸫行动中，代号Zuni的核试验测试了这枚核弹。这次核试验于1956年5月28日在比基尼环礁举行。在这枚核弹中，所有的铀都用铅来代替，当量为三百五十万吨。85%的能量都来自聚变，另外的15%的能量来自裂变。在公开的核试验结果中，聚变能量提供能量的比例最高的几次是红翼鸫行动中代号为Navajo的核试验，95%的能量都来自核聚变，压缩饼干行动中代号为Poplar的核试验，95.2%的能量来自核聚变，以及沙皇炸弹，97%的能量来自核聚变。
7月19日，原子能委员会主席Lewis Strauss说，干净的核弹“从人道主义的角度来说...非常重要”。然而，在两天以后，低音管核弹的辐射版本在红翼鸫行动中的Tewa核试验中引爆。这枚核弹的当量是5百万吨，87%的能量来自裂变。这枚核弹的威力被刻意的降低了，以使放射性尘埃降落在一个很小的区域内。这枚核弹后来列装，称为Mk-41核弹。这枚核弹有三个阶段，当量两千五百万吨，由空军的轰炸机携带，但是从来没有满当量测试过。
因此，大当量的干净核弹其实仅仅是出于对公共关系的考虑。实际部署的核弹仍然是放射性的，以使同样大小的核弹拥有最大的威力。

### 钴弹
这是一种幻想出来的末日炸弹，来自内尔·舒特的小说海滩上。这本小说1959年改编成电影海滩上。在小说中，钴弹是一种使用钴作为外壳的氢弹。被中子激活的钴可以通过放射性尘埃最大化对环境的破坏。这些炸弹的想象在1964年的电影奇爱博士以后变得更为流行。在电影中，加入核弹的元素被称为“钴-钍 G”。
这种“加料”核弹曾经应美国空军的要求被严肃的研究过，很可能曾经制造并测试，但是最终没有列装。在1964版的国防部原子能委员会的《核武器的影响》一书中，一个题目为“放射学战争”的章节澄清了这个问题 。裂变产物和中子激活的钴一样具有致命的效果，因此标准的高裂变热核武器实际上已经是一种放射性的核武器，不需要添加钴。
在爆炸开始时，一枚同样大小裂变-聚变-裂变核武器中聚变产物中的γ射线要远远比钴-60强；一小时后，要强15000倍；一周后，要强35倍；一个月后要强5倍；而六个月时才大致相等。随后，裂变尘埃的放射性迅速下降，在一年后，钴的放射性是放射性尘埃的8倍，5年后是150倍。裂变产物中长寿命的放射性同位素会使得尘埃的放射性在75年以后再次超过钴-60。

### 裂变-聚变-裂变弹
1954年，为了解释氢弹中产生的大量的裂变产物放射性尘埃，Ralph Lapp使用名词裂变-聚变-裂变来描述它所谓的三阶段热核武器。他的描述是正确的，但是他所选用的名词在公开文献中造成了误解。核武器中所谓的阶段并不是裂变、聚变、裂变，而是初级核弹、次级核弹、甚至第三极核弹。每一级都使用了裂变、聚变、裂变。

### 中子弹
中子弹的准确称法是辐射增强核武器。它是一种典型的战术核武器，很大一部分能量都是以高能中子辐射的形式释放。而标准的热核武器需要使用裂变材料来捕捉这些高能中子以增强威力。中子弹的当量可能仅仅是纯裂变核武器的十分之一。当然即使他们爆炸的威力与其他核弹相比已经大大降低了，它的破坏力仍然大大超出任何常规炸弹。同时，和其他核武器相比，除去强大的冲击波和热效应以外，中子弹的破坏力主要表现在对有生命的物质的杀伤上。
当核武器的当量下降到一千吨以下的时候，冲击波的致命半径在700米以下，要比他的中子辐射的杀伤力小。然而，冲击波的能量也是足够摧毁大多数建筑物的。当然绝大多数的建筑抵抗冲击波的能力不如人体。冲击波的压力达到20PSI时才是致命的，而大多数建筑物在5PSI的时候就已经倒塌了。大众一般的错误观念认为这种核弹仅仅会对杀伤人体，而建筑物会完好无损。这种炸弹确实对距离较远处的房屋没有什么影响，但是距离爆心较近的建筑一样会被摧毁。
|          | 普通 | 中子弹 |
| -------- | ---- | ------ |
| 冲击波   | 50%  | 40%    |
| 热效应   | 35%  | 25%    |
| 核辐射   | 5%   | 30%    |
| 残留辐射 | 10%  | 5%     |

中子弹制造的初衷是用来杀伤坦克成员。坦克对于冲击波和热辐射都有很好的抵抗能力，可以在距离核爆处（相对）较近的位置依然保证坦克乘员生存。由于苏联在冷战期间拥有庞大的坦克部队，中子弹是对抗他们最好的武器。中子辐射对于坦克成员的杀伤距离与冲击波和热效应对没有任何保护的人的杀伤距离差不多，同时也会用放射性污染坦克底盘，使得新的坦克成员无法进入坦克。
中子弹也被设计用于其他的一些场合。例如，他们在反核防守中很有效。中子弹爆炸产生的中子流可以在很远处使得侵入的核弹头失效，这个距离要比热和冲击波远得多。核弹头通常有很强的抗物理损伤的能力，但是很难对抗强烈的中子流。
中子弹是一种二阶段热核武器，所有不必要的铀都被移除以减小裂变的当量。爆炸产生的中子由聚变提供。中子弹在20世纪50年代被设计出来，在70年代由美国军队部署在欧洲。最后的中子弹于九十年代退役。
中子弹的当量仍然需要足够高，以使聚变过程可以被点火，而当量也不能过高，使得容器的厚度不会吸收过多的中子。这意味着中子弹的当量大约是1-10千吨，而裂变的比例从50%到25%。中子输出的杀伤力会比一枚纯裂变内爆核弹或者是战略核弹头W87或W88大10-15倍。

### 橡树岭合金热核弹头
1999年，核武器的设计在几十年后又一次登上新闻媒体。当年1月份，美国众议院发表了考克斯报告，报告宣称中国曾经通过某种方式得到了关于美国W88核弹头的机密信息。在洛斯阿拉莫斯国家实验室工作的一位台湾移民李文和被以间谍罪提起公诉并拘捕。在被监禁了九个月以后，关于他的案件被撤销，因为无法肯定是否存在间谍活动。
长达十八个月的新闻调查很不寻常的详细描述了W88核弹头。纽约时报在首页印出了W88的示意图。而在2001年由Dan Stober和lan Hoffman撰写的关于李文和的书中，提供了一份更详细的示意图（这幅图片经过允许在此发表）：
这枚核弹头被用于三叉戟洲际彈道飛彈，于1990年开始服役。W88也是为美国核武庫設計的最后一種核彈頭。儘管已經開放的文檔並沒有顯示出這枚核彈的設計於1958年的核彈有什麼本質上的區別，這枚核彈仍被認為是最先進的。
上面的这张图片显示了自从二十世纪60年代以来所有洲际导弹的标准特征，但是以下两个例外使得他在小体积内仍有很大的当量。
- 次级核弹的外层被称为推送层，有三个功能：热屏蔽、填充物、裂变燃料。这个外层使用U-235制造，而不是传统的U-238，因此被称为橡树岭合金热核武器。由于它是一种可以发生链式反应的裂变物质，而不僅僅是可裂變的物質，推送層可以裂變得更快、更完全，使得當量增加了。這種設計僅對於擁有大量鈾儲備的國家適用。美國據估計擁有500噸鈾。
- 次级核弹在重入舱较宽的一端，因此它可以做得更大、威力也更大。而以前通常的安排是让较重、密度较大的次级核弹放在窄端，这样可以使它在从外层空间再入大气层时有更大的空气动力性能，也使庞大的初级核弹有更大的空间。由于这种新的结构，W88的初级核弹使用了压缩的常规高爆炸药以节省空间[28] 而不是通常的虽然巨大，但是更安全的不敏感高爆炸药。返回舱可能放置在洲际导弹的尖端，以拥有更大的空气动力性能[29]。

次级核弹中交替放置的裂变聚变材料使用了闹钟的设计方案。

### 可靠的替换核弹头
1989年，位于科罗拉多州的生产核装药的洛基平地工厂由于环境原因而被关闭。自此以后，美国没有生产过任何核弹头。两年以后，冷战结束，核弹的生产线除了检修就被闲置了。
美国国家核安全局提出了一个建造新的核装药工厂并开通生产线，以生产一种新的可靠的替换核弹头。这种核弹头采用了如下的两个改进使其更为安全：重新使用不敏感高爆炸药以防止偶然地爆炸；不使用有毒的材料，如铍等等，以减少对人和环境的危害。由于这种核弹不能使用任何核试验，它无法使用新的未经测试的设计。

## 爆炸测试
核武器在很大程度上是通过试错法设计出来的。实验经常需要试爆原型设计。
核武器爆炸的过程中，在很短的时间内就会有数量巨大的事件以不同的概率在核弹的封装内发生，聚集成一股短期的混沌的能量流。为了近似的模拟这种情况，需要使用非常复杂的数学模型，而在二十世纪五十年代，计算机的能量还不够强大，无法模拟这些数学模型，即使当今的计算机和仿真的软件的能力也不够。
适合库存可靠的核武器很容易设计出来。只要试验原型工作正常，它就可以武器化并大量地生产。但是理解实验的原型为什么能够工作正常或者失败就是一个困难的问题了。在核弹引爆到爆炸以前的短短时间内，设计人员会得到尽可能多的数据，并用这些数据来校正他们的模型。通常需要向模型的方程式内添加虚变量，以使仿真与实验数据吻合。他们也需要分析放射性尘埃中的核武器残渣，以看出发生了多少可能的核反应。

### 光导管
诊断用光导管是测试分析核武器的重要工具。测试设备中的探针可以通过加热一个金属盘至白炽化来传输信息，而事件可以在一个很长、很直的导管的远端记录下来。下面这张图片展示了于1954年3月1日在比基尼环礁引爆的核弹Srhimp。这次核试验的代号为Bravo，是城堡行动中的一环。核弹的当量为1500万吨，是美国当时的最大的一枚核弹。图片中一个人的剪影用以显示核弹的大小。核弹在底部的两端支撑。看起来像是支撑的光导管从爆炸室的天花板插入。右端的8根光导管（1）送出了初级核弹爆炸的信息，中间的两根光导管（2）记录了初级核弹产生的X射线到达次级核弹附近的辐射通道的时间。最后的两根导管（3）显示了辐射到达辐射通道远端的时间，而（2）和（3）的时间差就是通道的辐射传输时间。通过爆炸室以后，光导管变成水平的，并沿着比基尼暗礁上修建的通路传递了2.3千米，到达一个在Namu岛上修建的遥控数据数据掩体
 。
X-射线在低密度材料中一般以光速传播，而图中所示（2）（3）之间的传输通道中填充的泡沫塑料就是这种低密度材料。而在引爆初级核弹时的强大辐射会在传输通道中造成一种相对的不透明的辐射波阵面，会像水面上慢慢移动的木头一样延缓辐射能量的传递。在次级核弹被辐射导致的烧蚀所压缩的时候，初级核弹的中子就会追上X-射线，射入次级核弹，通过前面介绍的生产氚的核反应为聚变提供氚。这种锂-6和中子的反应会释放出5百万电子伏特的能量，然而此时火花塞还没有被压缩，也因此没有达到临界质量，因此不会发生明显地裂变和聚变。但是如果足够的中子在次级核弹内爆完成前到达，会产生很关键的温度区别。这被认为是Livermore的第一个热核武器设计失败的原因。这个设计的名字是Morgernster，在城堡行动中代号为Koon的核试验中引爆，试验时间是1954年4月7日。
这些时间上的问题都是通过对光导管的数据分析所得的。通过这些数据修正的数学仿真被称作辐射流体力学代码，或者是通道代码。他们可以用来预测以后修改设计所产生的效果。
在已经公开的记录中还不知道Shrimp核弹中使用的光导管有多么成功。数据掩体处于一英里宽的弹坑之外，但是爆炸的当量达到了1500万吨，是估计的2.5倍，爆炸的冲击波吹飞了掩体20吨重的门，穿越了掩体的内部。最近的人处在32英里之外的掩体中，掩体没有被破坏。

### 尘降分析
城堡行动中的Bravo核试验中最有趣的数据是对放射性尘中的核武器残骸的放射性化学分析。由于缺少浓缩的锂-6，Shrimp的次级核弹中60%的锂是普通的锂-7，不会像锂-6那样容易地提供氚。但是锂-7也确实可以像锂-6那样提供氚，射进去一个中子，射出两个中子。这个事情为人所知，只是不知道事件的概率。根据对尘埃的分析，这个概率还是相当大的。
尘降分析告诉核武器设计人员通过这种核反应，Shrimp的次级核弹提供的氚要比可以提供比预计仅仅通过锂-6生成氚多2.5倍。氚增多了，导致聚变的当量、中子量、以及裂变的当量都相应的增加了。
如上所述，Bravo的尘降分析第一次告诉世界，热核炸弹的主要能量来源仍然是裂变而不是聚变，一艘日本渔船第五福龙丸号上在返航途中甲板上覆盖了许多放射性尘埃，从而使得日本和其它敌方的科学家可以检测到大多数放射性尘埃都来自U-238的裂变，裂变由聚变产生的14百万电子伏特的中子触发。他们随后公布了检测的结果。

### 地下测试

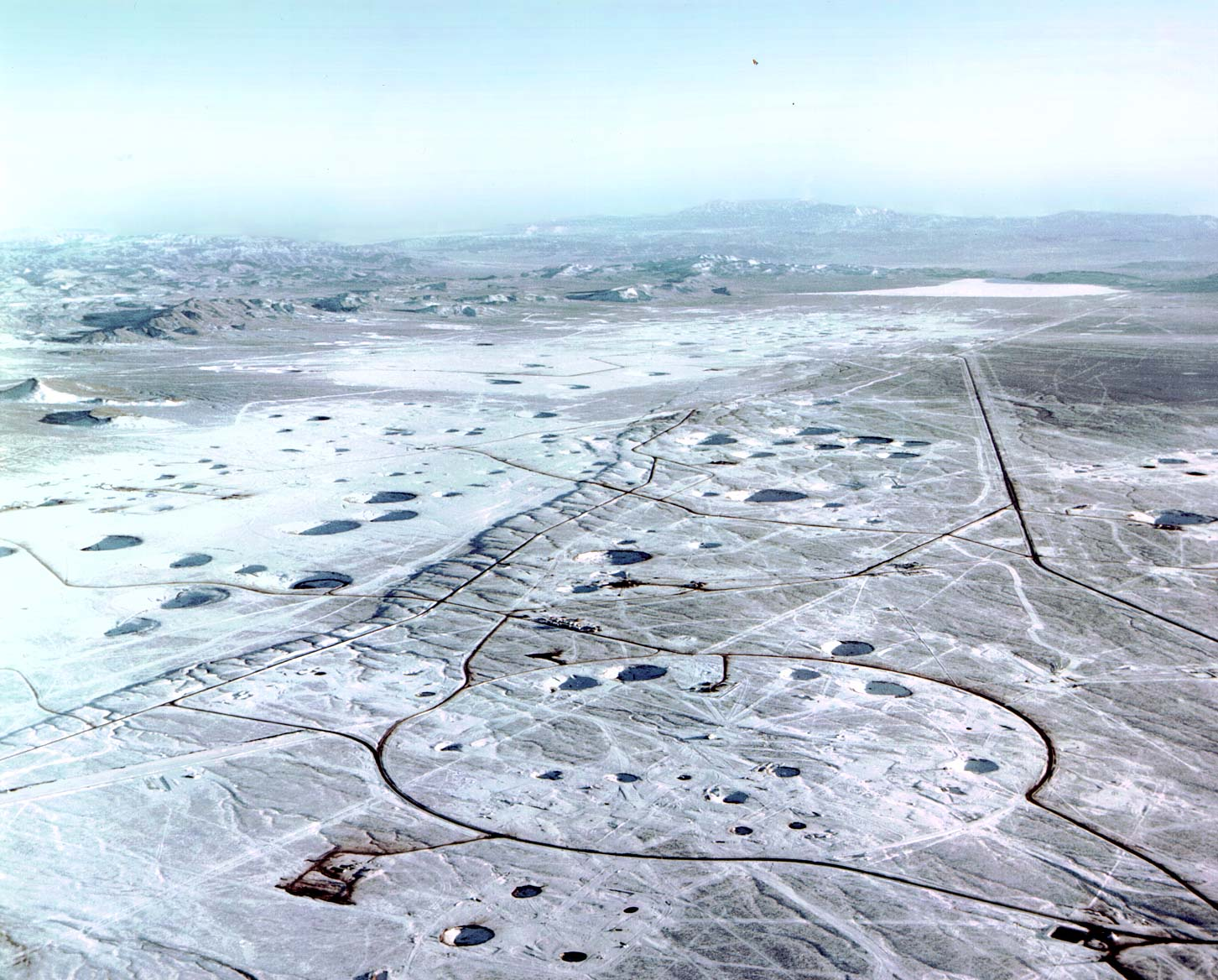
丝兰平地上的弹坑, 内华达测试场.

城堡行动中Bravo核试验使得全球对放射性尘埃产生了警惕性，最终导致核武器测试转入地下。美国最后一次的地面核武器测试于1962年11月4日在约翰斯顿岛上举行。在以后的30年，直到1992年9月23日，美国平均每个月在进行2.4次地下核试验，几乎所有都在拉斯维加斯西北的内华达测试场举行。
由于核武器爆炸导致的放射性的地下弹坑会使地表的土地塌陷，内华达测试场的丝兰平地部分布满了这种弹坑。
在1974年签署核武器测试限制条约以后，地下爆炸的当量被限制在15万吨以下。因此像W88这种50万吨级的核弹头无法在满当量的情况下测试。由于初级核弹必须满当量爆炸以产生次级核弹内爆的数据，只能通过减少次级核弹的当量来达到这一目的。通过将氘化锂-6替换为氢化锂-7，聚变需要的氚大量减少了，因此总当量在内爆动力没有改变的情况下减小了。设备的工作情况可以通过光导管、其他的传感器以及分析核武器残骸来得出。装备的核武器的总当量可以通过外插法得出。

## 生产工厂
二阶段热核武器在二十世纪五十年代已经成为标准设计，这种武器设计决定了美国核武器生产工厂的广泛的布局。
由于初级核弹直径可能非常巨大，钚因其有更小的临界质量，它成为制造核装药的裂变材料，而铍作为中子反射镜。1952年，科罗拉多州的洛基平地工厂建成，以生产核装药，也因此称为钚和铍的制造工厂。
田纳西州橡树岭的Y-12工厂曾经为曼哈顿工程生产提纯铀，它被重新设计以生产次级核弹。由于U-235的临界质量较大，它被用来生产火花塞，而且火花塞在早期的核弹中被制成了圆柱形。早期实验使用了两种裂变材料，钚铀合金制成核装药和火花塞，而为了降低重量，最后使用钚做初级核弹装药，铀制作次级核弹的火花塞和推动层。Y-12工厂也生产氢化锂-6聚变燃料和U-238零件，次级核弹的其它两种成分。
1952年建成的南卡罗来那州塞芬拿河工厂通过核反应堆将U-238转换为核装药需要使用的钚-239，也将Y-12工厂生产的锂-6转化为聚变增强弹中使用的氚。由于核反应堆使用重水做减速剂，它也制作Y-12工厂制造氘化锂-6所使用的氘。

## 核弹头安全设计
由于低当量的核弹头也拥有毁灭性的破坏能力，武器设计人员永远需要考虑到需要使用某种方式和操作流程以避免偶然地爆炸。